# Samye
Samye är ett buddhistiskt kloster beläget i Dhranang i Lhoka-prefekturen i Tibet som främst förknippas med Nyingma-skolan inom den tibetanska buddhismen.
Samye var det första buddhistiska klostret som byggdes i Tibet och det uppfördes sannolikt mellan 775 och 779 e.Kr. på order av den tibetanske kungen Thrisong Detsen. Syftet med klosterbygget var att revitalisera buddhismen i Tibet, som varit på nedgång sedan den först infördes under kungen Songtsän Gampo.
Under 700-talet blev klostret en samlingspunkt för indiska och kinesiska buddhister som debatterade i syftade att konvertera tibetanska buddhister till deras buddhistiska inriktningar. För att lösa konflikten sammankallade kung Thrisong Detsen en debatt mellan den kinesiske munken Moheyan och den indiske munken Kamalaśīla, vilken hölls åren 792-794. Enligt traditionen vann Kamalaśīladebatten, och resultatet blev indirekt att Tibet influerades av den tantriska indiska buddhismen snarare än den kinesiska chan-buddhismen.
De ursprungliga byggnaderna har sedan länge försvunnit och de har utsatts för omfattande förstörelse flera gånger, som inbördeskrig under 1000-talet, eldsvåda under 1600-talet och 1826, en jordbävning 1816 och det kinesiska styret efter 1950. Under kulturrevolutionen tilläts byggnaderna att förfalla och boskap fick vandra fritt genom de heliga byggnaderna. Templet återuppbyggdes bland annat på grund av påtryckningar från den tionde Panchen Lama efter 1986 och är idag ett aktivt kloster, en viktig vallfärdsort och en betydelsefull turistdestination.

Samye
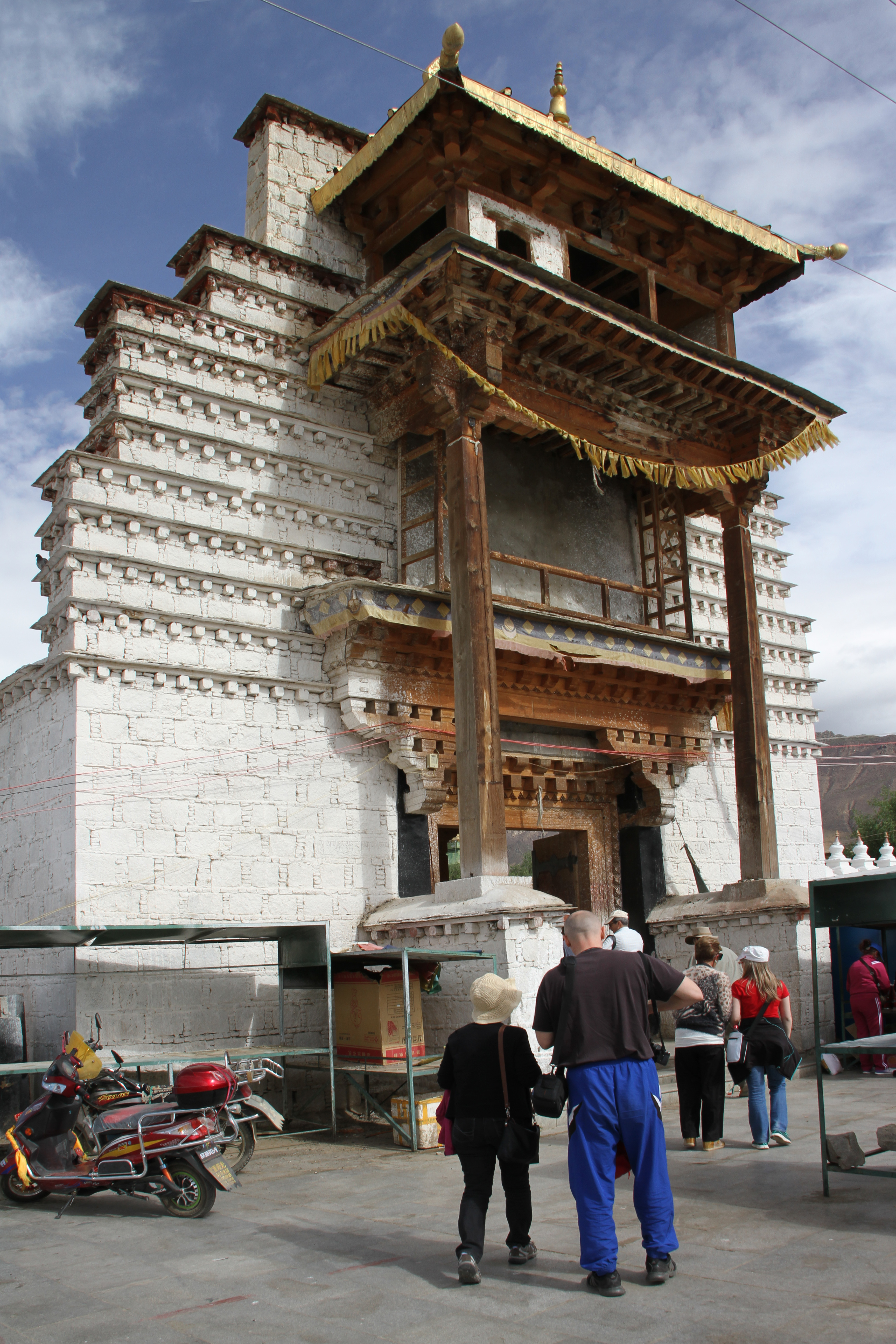
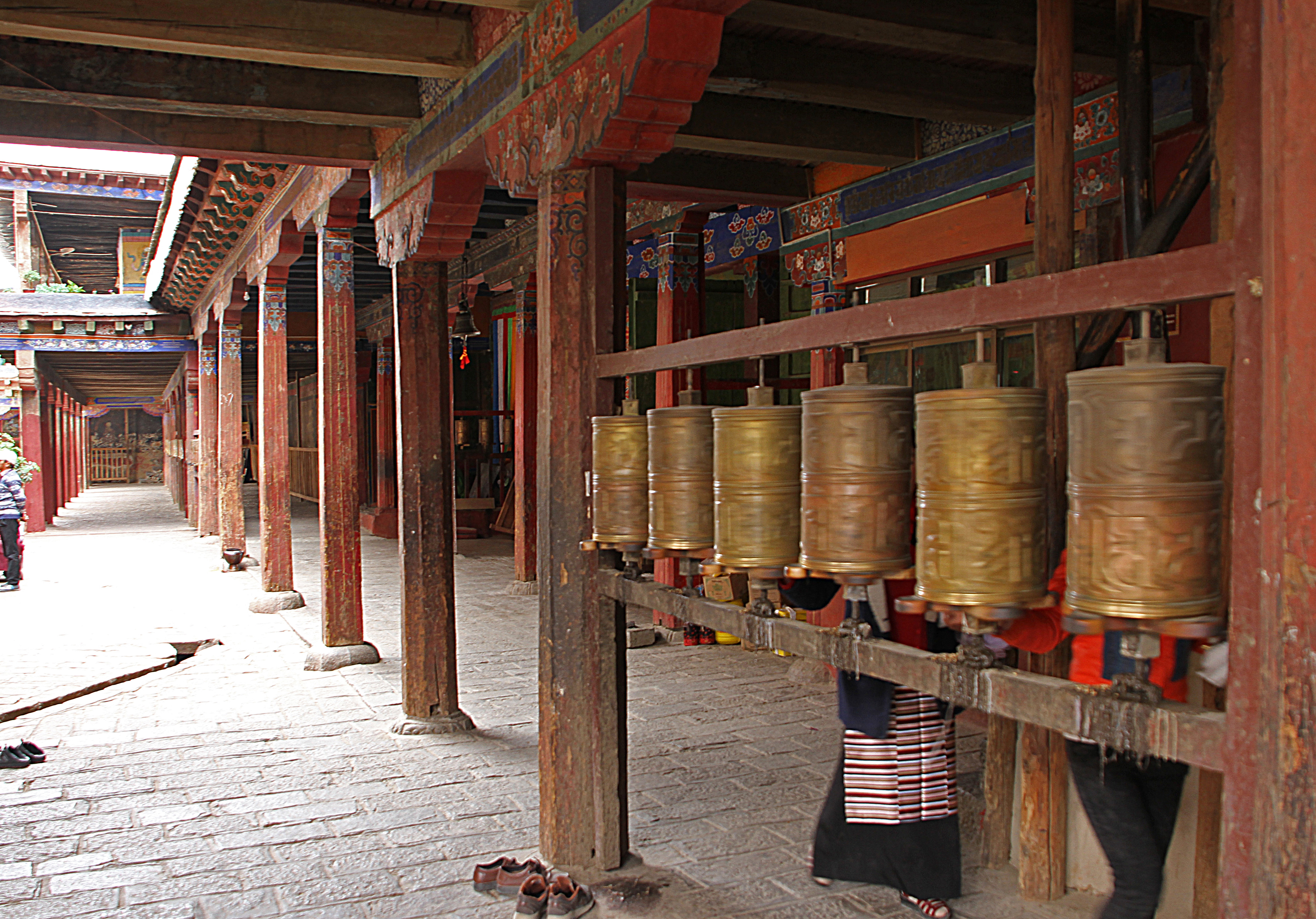
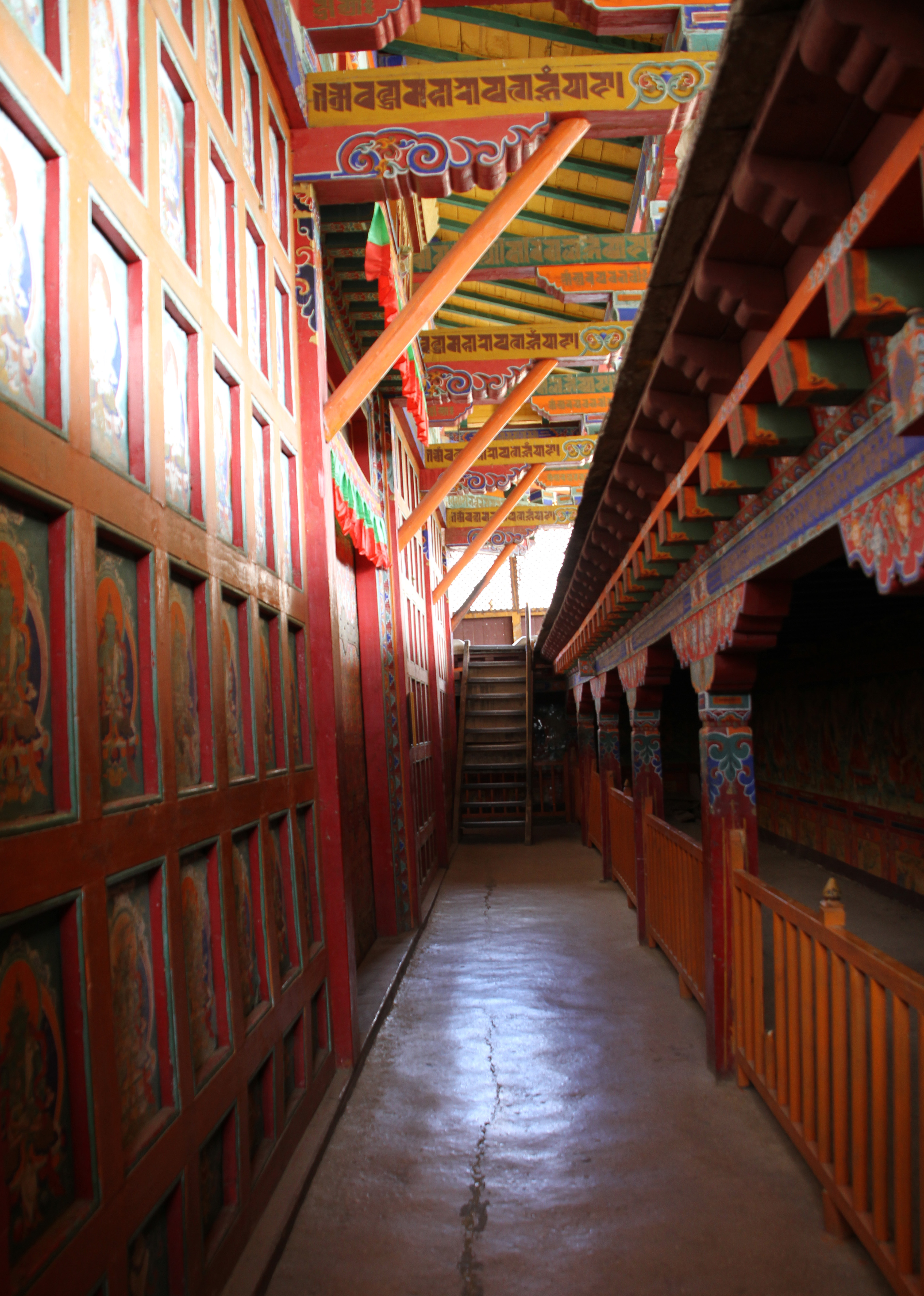
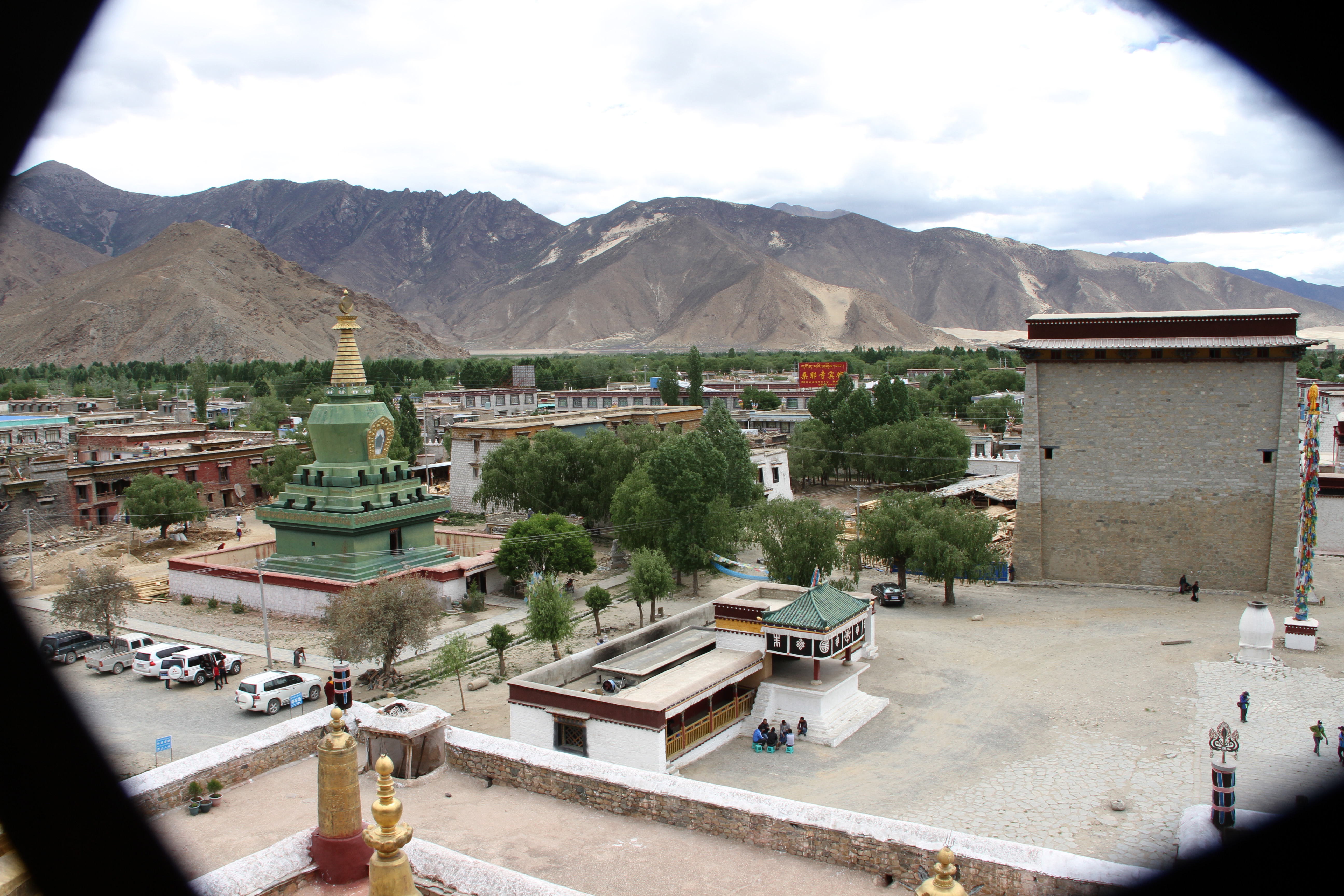
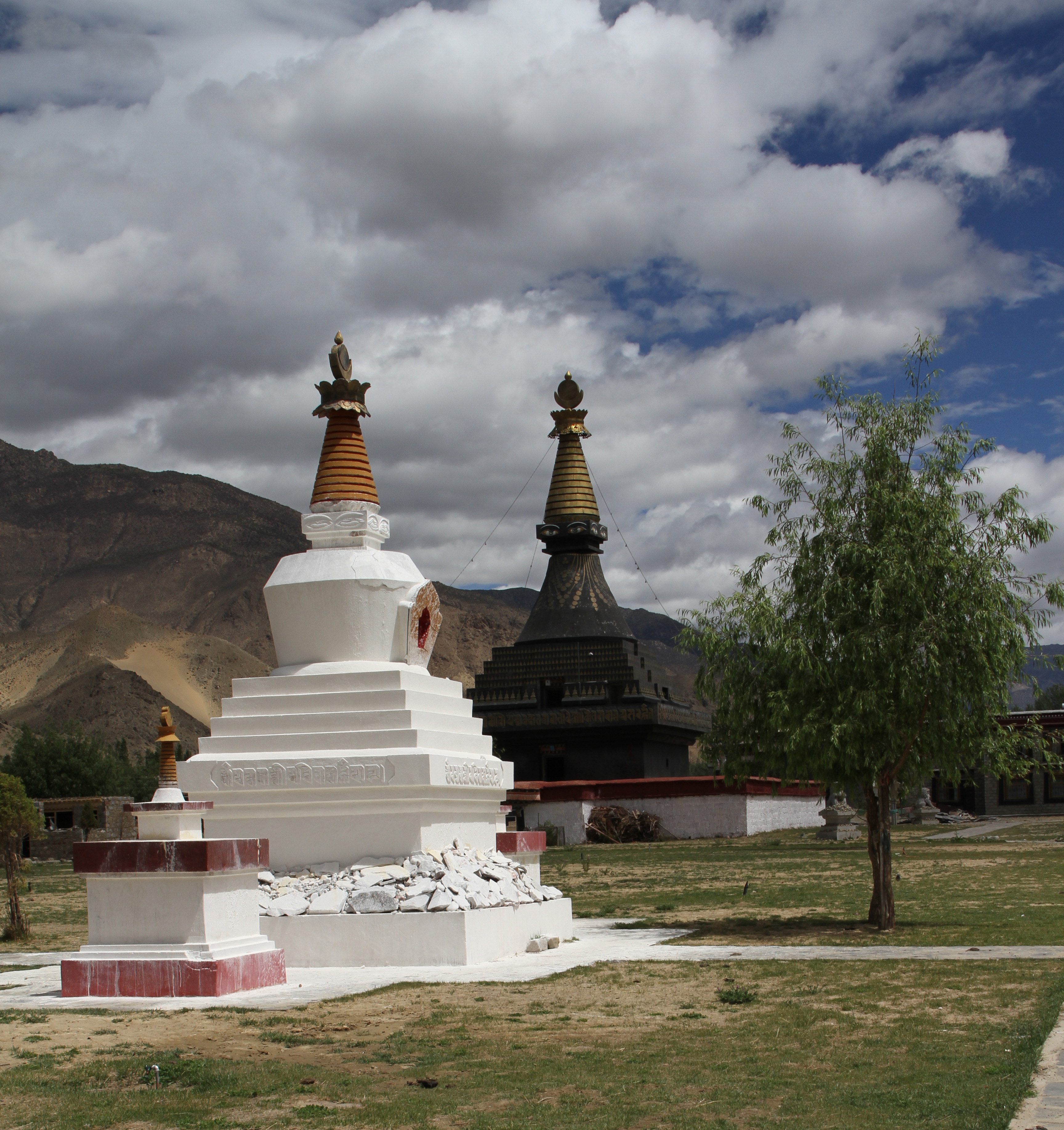
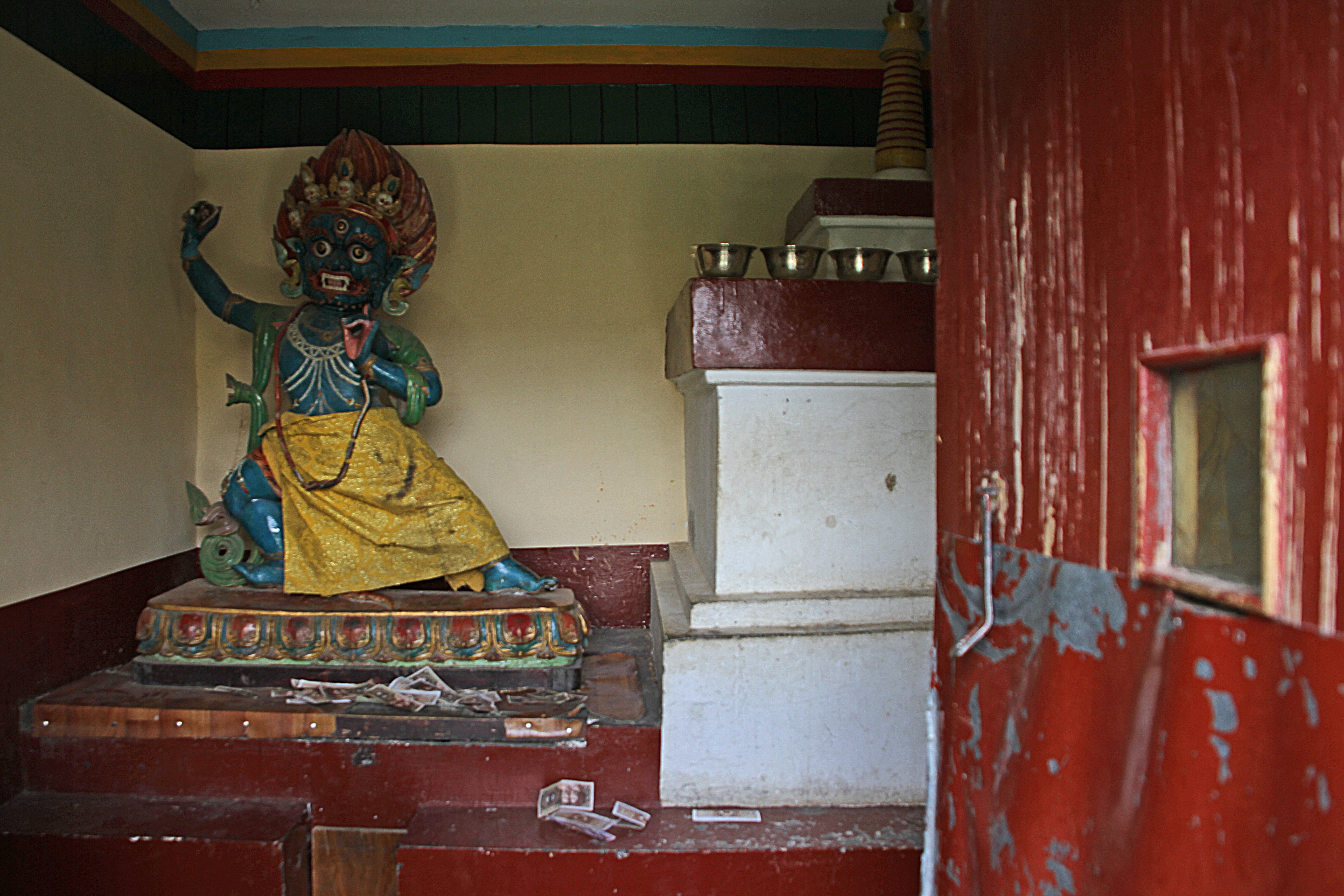
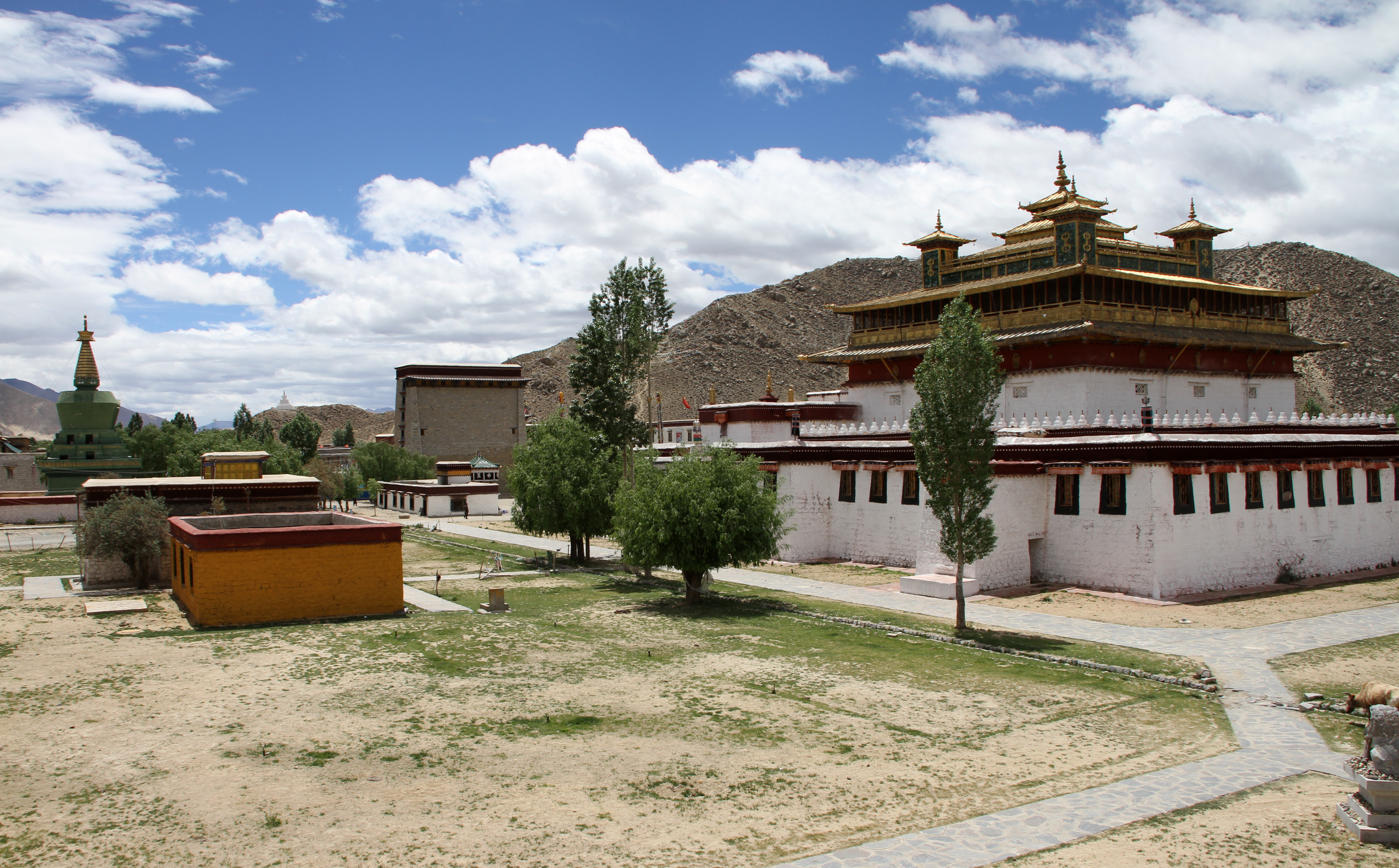

- Wikimedia Commons har media som rör Samye.